# آن إيفرت
آن إيفرت (بالإنجليزية: Anne Everett)‏ هي فنانة أمريكية، ولدت في 12 أبريل 1943 في فرجينيا في الولايات المتحدة، وتوفيت في 29 نوفمبر 2013 في باريس في فرنسا.